# Dynamenella tropica
Dynamenella tropica är en kräftdjursart som beskrevs av Loyola e Silva 1960. Dynamenella tropica ingår i släktet Dynamenella och familjen klotkräftor. Inga underarter finns listade i Catalogue of Life.